# Aktionsgruppe Homosexualität Hannover

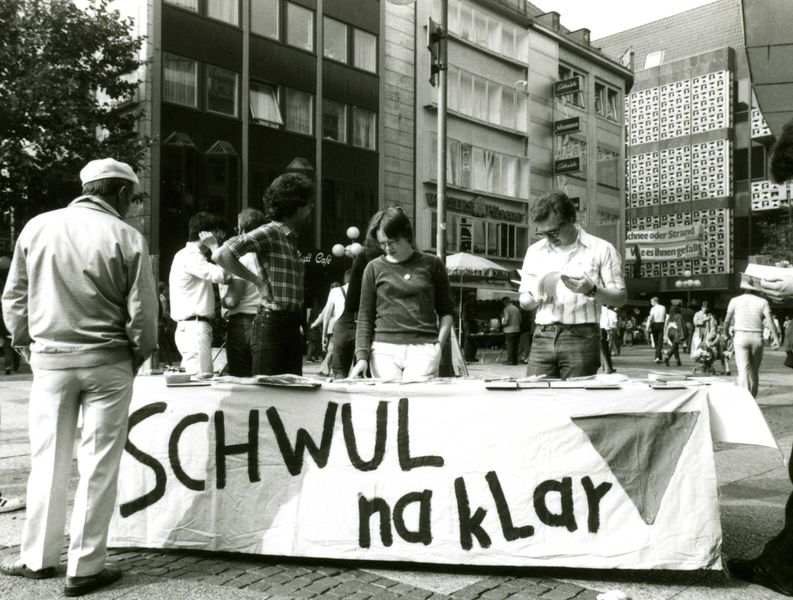
Büchertisch der HSH mit Transparent „Schwul, na klar“, rechts daneben ein Rosa Winkel;
am 18. September 1982 in der Karmarschstraße Ecke Osterstraße

Die Aktionsgruppe Homosexualität Hannover (HSH) ist eine der ältesten LGBT-Organisationen in Deutschland.

## Geschichte
Nachdem zur Zeit des Nationalsozialismus der § 175 gegen Homosexualität im Strafgesetzbuch verschärft worden war, bildete sich in der Nachkriegszeit in Hannover der „Club der Freunde“, der keinen Öffentlichkeits-Anspruch hatte, sondern sich eher als „versteckte Nische zur Kontaktanbahnung“ verstand und mitunter geschlossene Feierlichkeiten organisierte.
Erst im Zuge der durch Studenten getragenen 68er-Bewegung und nach der Abmilderung des „Schwulenparagraphen“ im Jahr 1969 und schließlich nach der bundesweit aufrüttelnden – und polarisierenden – Aufführung von Rosa von Praunheims Film Nicht der Homosexuelle ist pervers, sondern die Situation, in der er lebt im Jahr 1971 bildete sich eine erste öffentlich tätige hannoversche Schwulengruppe.

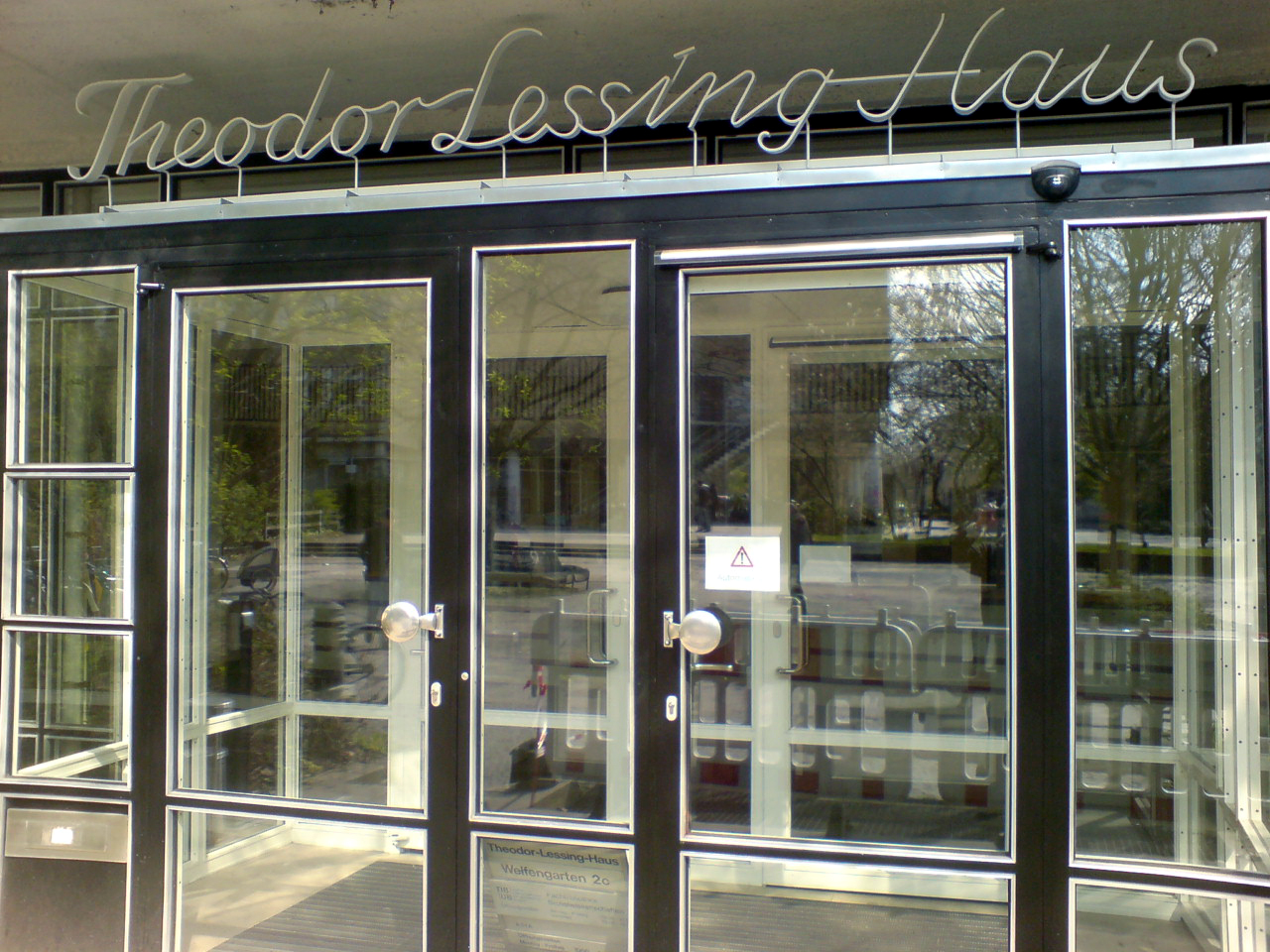
Eingang zur ehemaligen Mensa der Universität Hannover im Welfengarten, dem heutigen Theodor-Lessing-Haus, in dem 1971 die Gründungsversammlung der HSH stattfand

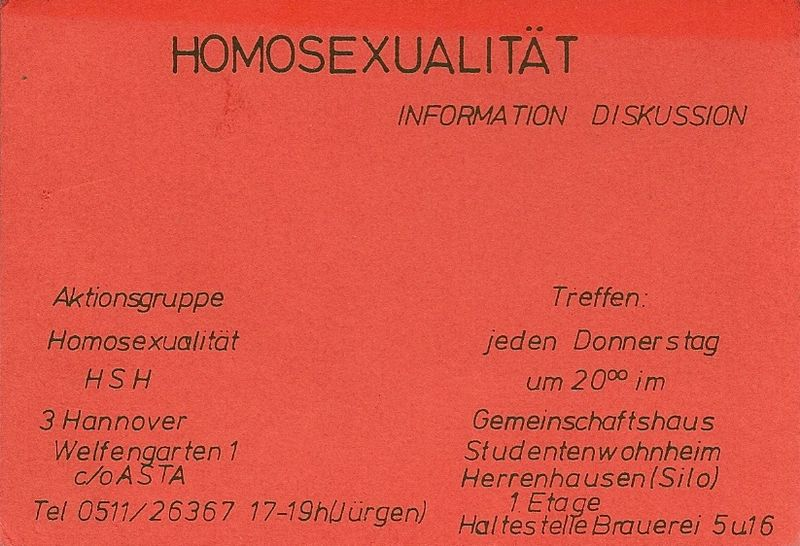
1972: Eine der ersten Mitgliedskarten der noch in den Räumen des AStA der Universität Hannover angesiedelten HSH mit Hinweis auf die regelmäßigen Treffen im Studentenwohnheim „Silo“

Antwort-Schreiben des Petitionsausschusses vom Deutschen Bundestag aus dem Bundeshaus in Bonn von Anfang 1991 an die HSH – Aktionsgruppe Homosexualität Hannover betreffend § 175 und § 180 StGB – Straftaten gegen die sexuelle Selbstbestimmung

Am 20. April 1971 initiierten vier Studenten der Universität Hannover die HSH, deren Kürzel anfangs für „Homosexuelle Studenten Hannover“ stand. Bei der Gründungsversammlung im Musikzimmer der Uni-Mensa sprach Jochen Lessmann, „einer der Pioniere dieser Zeit“, der mit der Gay Liberation Front in Köln bereits Vorerfahrungen gesammelt hatte, vor etwa 15 bis 20 Zuhörern. Nach weiteren Treffen in den kirchlichen Räumlichkeiten der hannoverschen Evangelischen Studierendengemeinde (ESG) wechselte die Gruppe in das Studentenwohnheim Silo in der Dorotheenstraße in Herrenhausen.
In den ersten Monaten nahm die HSH Kontakt auf zu anderen Gruppen wie der damals führenden Homosexuellengruppe in Münster, der HSM, mit der sich einige Mitglieder bereits am 30. April 1972 an einer Demonstration vor Ort engagierten. In der Frühzeit der HSH wollten sich deren Aktive nicht in einem als „spießig“ empfundenen Verein organisieren, zumal noch Ängste vor der namentlichen Nennung der Vorstände im Vereinsregister bestanden. Insbesondere die Anarchisten, die in Hannover eine eher untergeordnete Rolle spielten, lehnten eine Zusammenarbeit mit etablierten staatlichen Stellen ab. Doch blieb die Selbstdefinition etwa zum politischen Standort sowie der Versuch einer Abfassung eines Grundlagenpapiers der HSH schwierig. In Abgrenzung zum rechten Flügel der Homosexuellenbewegung, der „Deutschen Homophilen Organisation“, deren Mitglieder kaum öffentlich in Erscheinung traten, haftete der HSH rasch der Ruf eines Sammelbeckens „linker intellektueller Schwafler“ an. Sie wollte einerseits möglichst für alle offen bleiben, setzte sich aber vor allem aus liberal- und links-Gesinnten, später auch aus dem grünen Spektrum zusammen. Dies sorgte für eine oftmals nur kurze Verweildauer „bürgerlicher“ Homosexueller, aber auch formal weniger gebildeter Mitglieder in der hannoverschen Homosexuellengruppe, deren Gemeinsamkeiten ja erst einmal nur in den Präferenzen der Partnerwahl bestand. So führte die selbstgewählte Unverbindlichkeit der Organisationsform zu einer hohen Fluktuation der Mitglieder der HSH sowie zu dem Fehlen finanzieller Mittel für größere Initiativen. Dennoch kam es in der Gruppe – ähnlich wie in einem eingetragenen Verein – zu „Cliquenwirtschaft, Machtkämpfen und Bürokratie“.
Den ersten Auftritt im öffentlichen Raum der niedersächsischen Landeshauptstadt veranstaltete die HSH am 24. Juni 1972 zum Sommerfest im Studentenwohnheim „Silo“ mit einer „Käseaktion“, bei der unter den Besuchern Käsehäppchen und neu erstellte Flugblätter verteilt wurden. Nach der Herausgabe der ersten Info der HSH am 20. Juli des Jahres erschienen im letzten Viertel des Jahres die ersten Berichte über die Gruppe zunächst in der Hannoverschen Studentenzeitung sowie am 30. November und 14. Dezember 1972 in der Hannoverschen Allgemeinen Zeitung. Unterdessen hatte sich am 21. November eine erste Selbsterfahrungsgruppe in der HSH gebildet, während die HSH am 9. Dezember 1972 die Deutsche Aktionsgemeinschaft Homosexualität mitbegründete.
Die Emanzipation Einzelner in der HSH verlief individuell unterschiedlich schnell, so dass schon 1973 erste Aktive mit hohen politischen Ansprüchen enttäuscht die Gruppe verließen, während andere immer noch nur mit Vorsicht oder gar nicht in der Öffentlichkeit sichtbar werden wollten. 1974/75 war die Gruppe dermaßen geschrumpft, dass sie sich – abgesehen von einigen wenigen öffentlichkeitswirksamen Aktionen – ansonsten wieder in privaten Wohnungen zusammenfand. „Nur zehn Personen feierten 1974 das zweijährige Bestehen der HSH.“
Im April 1976 wurde in einem Hinterhaus an der Vahrenwalder Straße das „hsh-zentrum-neue-kultur“ eingerichtet, knapp ein Jahr später ab Februar 1977 der zentraler gelegene Stadtteilladen Asternstraße genutzt. In diesen Zeitraum fiel 1977 die Nichteinstellung des homosexuellen Organisten Henning Veith durch die St. Elisabeth-Gemeinde in Langenhagen, woraufhin Anfang November des Jahres etwa 30 Mitglieder der HSH vor der Kirche Flugblätter verteilten und mit einem Aufkleber „homosexuell“ als stillen Protest an einem Gottesdienst teilnahmen. Im selben Jahr war der HSH kurz zuvor die Nutzung des Stadtteilladens Asternstraße vermieterseits unter anderem wegen „Einrichtung eines Homosexuellen-Treffs“ zum 1. September 1977 gekündigt worden.
Dennoch begann nun die bis etwa 1979 andauernde Blütezeit der HSH, deren Aktivitäten durch das ab Dezember 1977 regelmäßig erschienene Informations-„Blatt“ weitgehend dokumentiert wurden. Das wöchentliche Plenum der Gruppe wuchs von rund 10 Besuchern im Jahr 1976 bei wechselnden und teils beengenden Räumlichkeiten bald bis auf etwa 40 bis 50 Teilnehmer. Diese nutzten ab März 1978 kurzzeitig die Sozialistische Verlagskooperative (SOAK) in der Straße Am Taubenfelde als Treffpunkt, ab Mai 1978 das Lehrer- und Sozialarbeiterzentrum in der Harnischstraße. Im selben Jahr waren sechs HSH-Mitglieder in der am 5. Oktober 1978 erschienenen Ausgabe der Zeitschrift Stern in der Titelstory „Wir sind schwul“ mit Porträt und kurzem Statement vertreten.
Am 29. September 1979 eröffneten in der vormaligen Frauenkneipe La Lotta in der Erderstraße in Linden einige HSH-Mitglieder das schwul-lesbische Café Nix, das knapp drei Jahre bis zum 30. Juni 1982 bestand.
Unterdessen hatten sich ab 1976 zwanzig Untergruppen und -grüppchen der HSH mit unterschiedlichen Interessen gebildet, von denen nach zehn Jahren noch sechs in teils veränderter Form existierten.
Ab Januar 1983 erschien das Infoblatt Andersrum, wenige Monate später gründete sich die „HOME“ (Homosexuelle Emanzipation) als Trägerverein für ein noch zu findendes neues Zentrum der HSH, das ab November 1983 in monatelanger Eigenarbeit durch die Mitglieder zum kleinen Gruppenraum als „Zentrum“ eingerichtet wurde.
1984 fanden die offenen Abende und die Feten der HOME regeren Zulauf als die als Konkurrenz empfundene „HSH mit ihrem emanzipatorischen und politischem Anspruch“; deren Interessierte trafen sich ab Dezember des Jahres wie schon zuvor wieder in Privatwohnungen.
Mitte der 1980er Jahre hatten sich innerhalb der HSH verschiedene Gruppierungen gebildet. Während Party- und Kneipengänger eher die sogenannte „Subkultur“ der Schwulenlokale und die offenen Abende der HOME besuchten, trafen sich jüngere Schwule und Lesben zumeist in der „schwul-lesbischen Schülergruppe“ und Studierende in der von einem ehemaligen HSH-Mitglied Ende 1984 gegründeten Studentengruppe. Andere, die „das gemütliche Gespräch im privaten Rahmen“ bevorzugten, suchten vermehrt die HSH auf, die sich bald hauptsächlich aus Berufstätigen und Akademikern im Alter zwischen 30 und 40 Jahren zusammensetzte, ergänzt durch Menschen mit spätem Coming-out.
Nach einer Großrazzia in hannoverschen Schwulenkneipen im Juli 1984 gründete sich Anfang 1985 die Initiative „Zentrale Erfassung: Homosexuellendiskriminierung“ (ZEH). Im Mai des Jahres legten HSH-Mitglieder anlässlich der Einweihung eines Gedenksteines in der KZ-Gedenkstätte Bergen-Belsen einen Kranz nieder. Dieser Aktion folgten in den nächsten Jahren weitere, die auf die schwulen Opfer des Naziregimes aufmerksam machten.

## Daten
- Juni 1978: Bildung des HSH-Arbeitskreises „Kirche und Homosexualität“ (KUH), aus dem sich später die Gruppe „Homosexuelle und Kirche“ (HUK) in Hannover formierte.[1]